# Carmen (film van Cecil B. DeMille)
Carmen is een Amerikaanse dramafilm uit 1915 onder regie van Cecil B. DeMille.

## Verhaal
De Spaanse officier Don José laat zijn oog vallen op het schone zigeunermeisje Carmen. Hij wordt verteerd door jaloezie. Zijn passie voor de temperamentvolle zigeunerin drijft hem tot moord.

## Rolverdeling
| Acteur              | Personage      |
| ------------------- | -------------- |
| Geraldine Farrar    | Carmen         |
| Wallace Reid        | Don José       |
| Pedro de Cordoba    | Escamillo      |
| Horace B. Carpenter | Pastia         |
| William Elmer       | Morales        |
| Jeanie Macpherson   | Zigeunermeisje |
| Anita King          | Zigeunermeisje |
| Milton Brown        | Garcia         |